# Lenni Nouchi
Lenni Nouchi (Francia, 24 de noviembre de 2003) es un jugador profesional francés de rugby que se desempeña en la posición de número 8 en Montpellier Hérault Rugby, equipo perteneciente a la liga Top 14.

## Carrera
Nouchi es un jugador de formación francesa (JIFF). Comenzó su carrera deportiva con el equipo AS Béziers Hérault, en el cual jugó dos temporadas (2009-2011), después pasó a Servian-Boujan Rugby (2011-2014), luego regresó a AS Béziers Hérault (2014-2021), posteriormente pasó a Montpellier Hérault Rugby, donde lleva jugando tres temporadas.